# Cornelius Van Til
Cornelius van Til, oorspronkelijk Kornelis van Til, (Grootegast, 3 mei 1895 – Philadelphia, 17 april 1987) was een Nederlands-Amerikaans christelijk (gereformeerd) theoloog, filosoof en modern apologeet.

## Levensloop
Van Til werd geboren als zesde van acht zoons in het gezin van Ite van Til en Klasina van der Veen; zijn enige zusje overleed in het jaar voor zijn geboorte op eenjarige leeftijd. Toen hij 10 jaar was verhuisde hij met het gezin naar Amerika. Zijn vooropleiding deed hij aan Calvin College in Grand Rapids, waarna hij aan het Princeton Theological Seminary van de Princeton-universiteit afstudeerde als Doctor of Philosophy. Tijdens zijn studie werd hij gedeeltelijk beïnvloed door het gedachtegoed van Abraham Kuyper, Herman Bavinck en Benjamin Breckinridge Warfield. In 1925 trouwde hij met Rena Klooster met wie hij een zoon kreeg, Earl. Twee jaar later ging Van Til voor een jaar aan de slag als dominee in een Reformed Church in Michigan, waarna hij als Instructor of Apologetics aan Princeton Theological Seminary les ging geven. Na een jaar zou hij als professor worden beëdigd, maar dit vond geen doorgang nadat de Raad van Bestuur zich in meer vrijzinnige richting ontwikkelde. Hoewel men hem als lector wilde aanhouden, besloot hij de positie van Professor of Apologetics van het net opgerichte fundamentalistische Westminster Theological Seminary bij Philadelphia te bekleden. Deze instelling besloot de oude lijn van het seminarie in Princeton op te pakken. Van Til werd lid van de Orthodox Presbyterian Church en bleef tot zijn pensioen in 1975 aan als professor aan Westminster.

## Apologetiek: presumptionisme
Van Til wordt als een van de bekendere presumptionistische apologeten gezien, wat inhoudt dat hij het christendom verdedigde met de grondbeginselen van het geloof, zoals de (voor)onderstelling dat de Bijbel waar is. Hem werd cirkelredeneren verweten met het oog op het feit dat hij het bestaan van God probeerde te bewijzen met de (zelfopgelegde) vooronderstelling dat God bestaat. Van Til verweerde zich met het feit dat iedereen vooronderstellingen heeft: een neutrale rationaliteit bestaat volgens hem niet. Dat was voor hem juist de reden dat hij zich niet kon vinden in de tot dan toe in de moderne apologetiek gehanteerde denkwijze dat met gezond verstand de 'objectieve bewijzen' voor het bestaan van God altijd correct worden geïnterpreteerd. Hij was tot de conclusie gekomen dat vooronderstellingen beslissend zijn voor de uitkomst, en zodoende allereerst de vooronderstelling juist moet zijn.

## Christelijk reconstructionisme
Van Tils gedachtegoed komt terug in het christelijk reconstructionisme. Voortbordurend op de gedachte dat enkel de Bijbelse zienswijze juist is, wordt een theocratie met Bijbelse wetten nagestreefd. Hoewel ook Van Til een christelijke theocratie voorstond, zijn aanhangers van het christelijke reconstructionisme in hun leer een stuk extremer dan hij was.
- Bibliothèque nationale de France: cb14557293p (data)
- CiNii: DA10144175
- Gemeinsame Normdatei: 119424746
- International Standard Name Identifier: 0000 0001 1495 5594
- Library of Congress Control Number: n79053837
- Bibliotheek van het Japanse parlement: 01044219
- Nationale Bibliotheek van Tsjechië: skuk0005613
- Nationale Bibliotheek van Israël: 987007327817105171
- Nederlandse Thesaurus van Auteursnamen: 090812131
- Système universitaire de documentation: 080515819
- Trove: 1001613
- Virtual International Authority File: 95162343
- WorldCat: E39PBJmP838dXt39xXDGQCgYfq